# Судоверфь (остановочный пункт)
Судове́рфь — остановочный пункт Волгоградского региона Приволжской железной дороги, расположенный в 23 км от станции Волгоград-I. Находится в Красноармейском районе Волгограда. 
Расположен на участке следования пригородных электропоездов Сарепта — Южная.

## История
Станция была открыта в 1969 году. 30 ноября 1969 года по станции прошли первые поезда.
В неопределённые даты 2000-х годов Судоверфь перекрасили в белый цвет, а в 2021 году в чисто белый цвет.

## Галерея

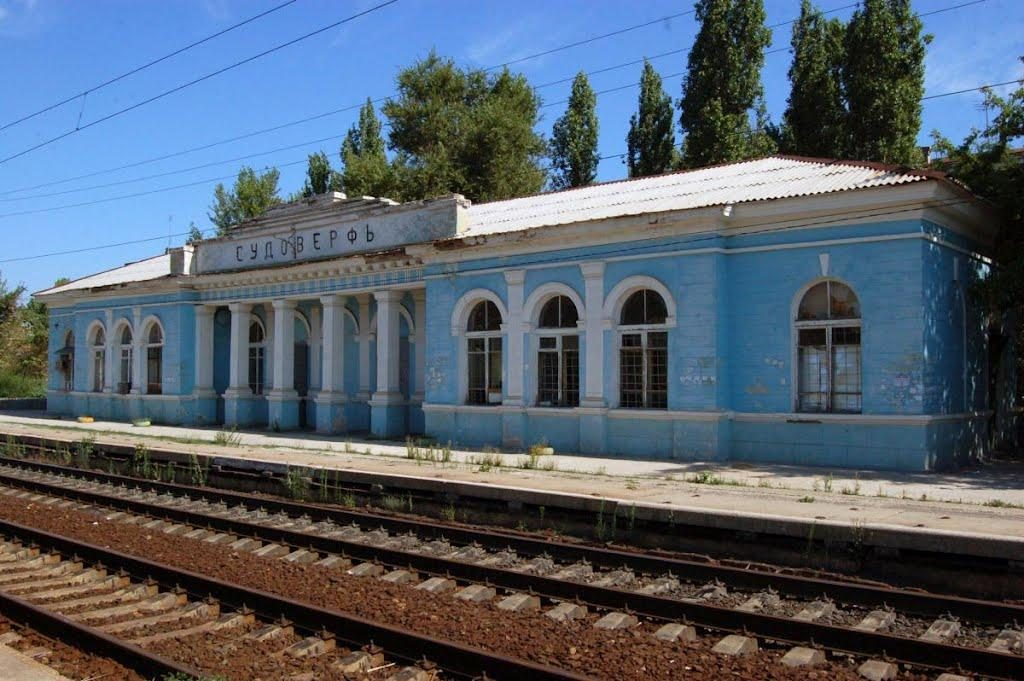
В 2006 году
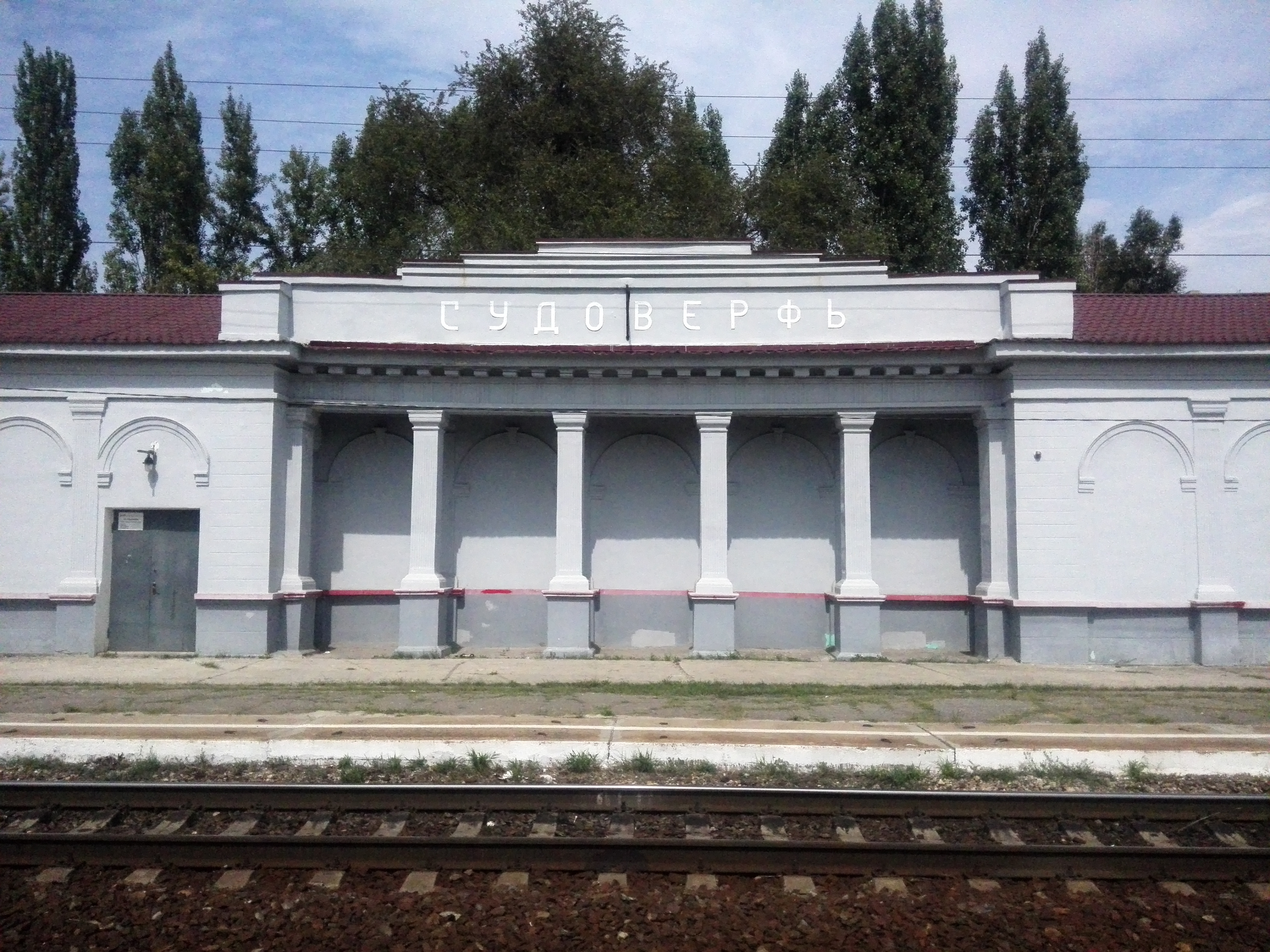
В 2016 году
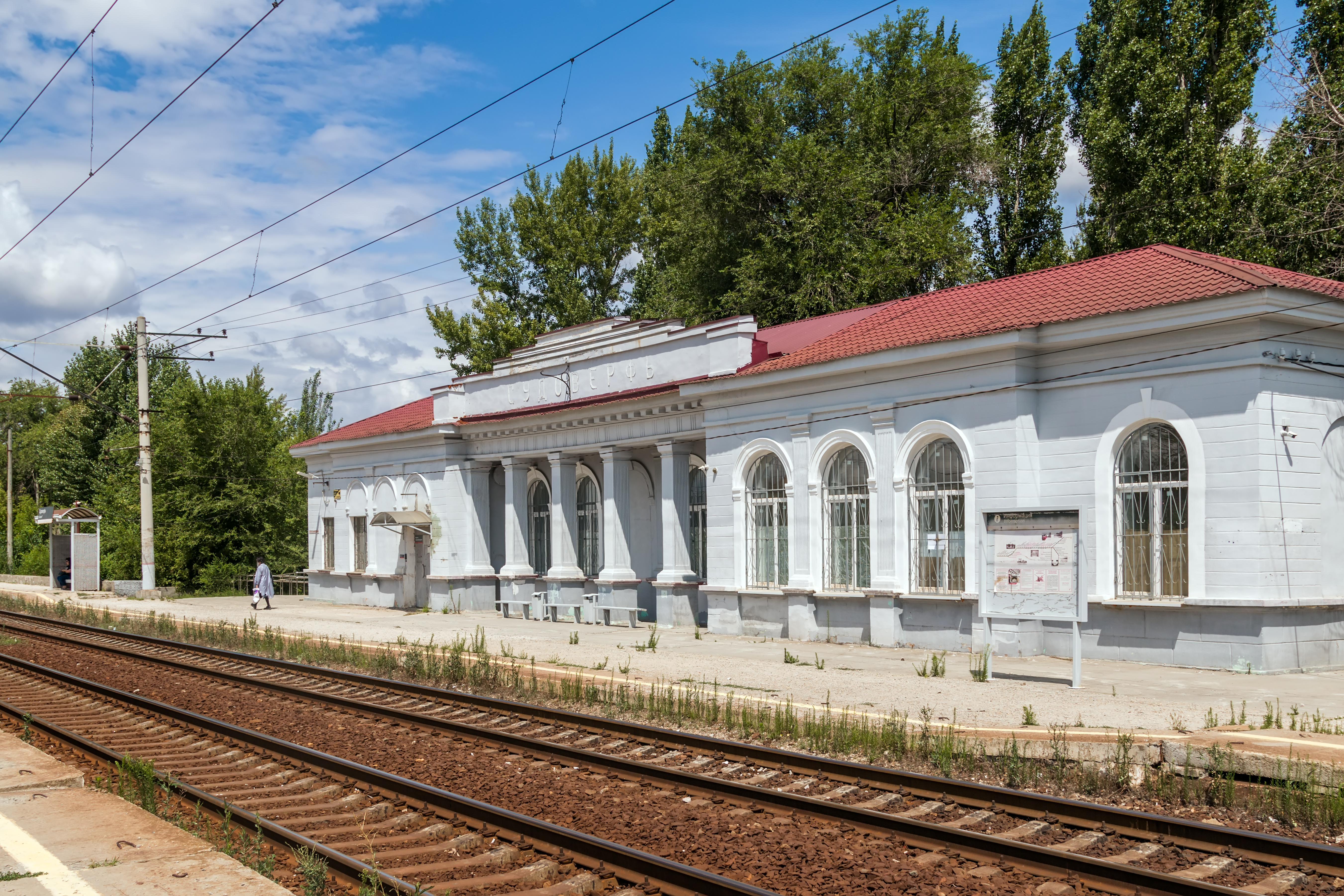
В 2023 году
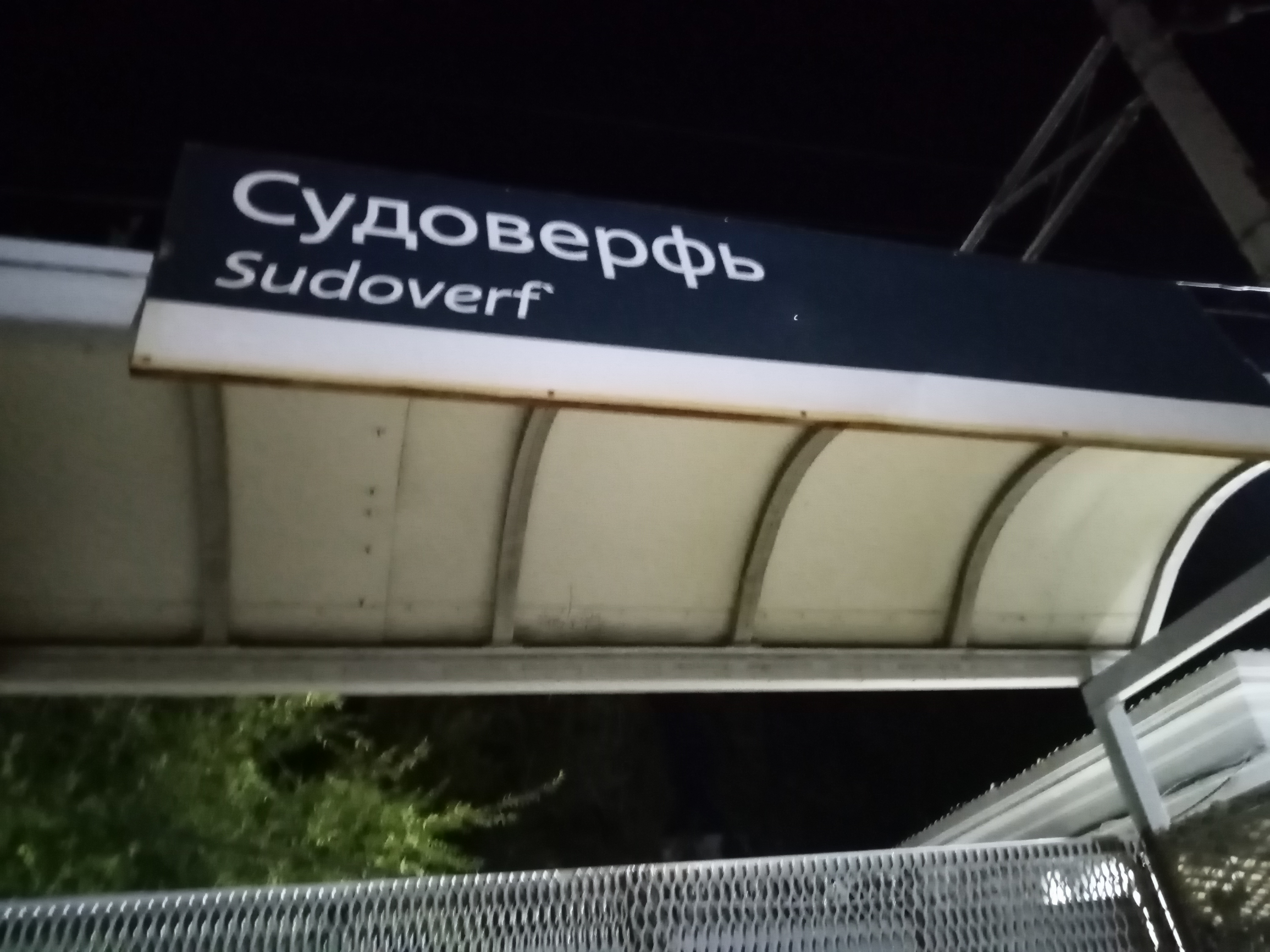